# Sludge metal
Sludge metal er en heavy metal-undergenre, som er en blanding mellem doom metal og hardcore punk.
Det siges, at genren blev skabt af bandet The Melvins, men det var ikke før bands fra New Orleans skapte deres egen lokale musikscene, bedre kendt som NOLA (New Orleans, Louisiana) at genren tog sin egentlig form og blev populær. Albummet Master of Reality af Black Sabbath har vært en stor inspiration for tidlige sludge metal-bands. Specielt sangen "Into the Void" har en meget sludge metal-agtig lyd.
Guitarer og bas er skurrede og bruger ofte feedback for at få en mere brølende atmosfære. Riffs er som regel seje og tunge som i doom metal. Vokalisterne skriger som i hardcore punk og teksterne handler ofte om samfundet, betragtet på en kynisk eller undertrykt måde. Trommerne er også meget som hardcore punk-stilen. Sludge metal bliver også nogle gange blandet med stoner metal, men sludge metal forsøger ikke at fokusere på livets positive sider, sådan som noget stoner metal gør.